# Dolní Sněžná

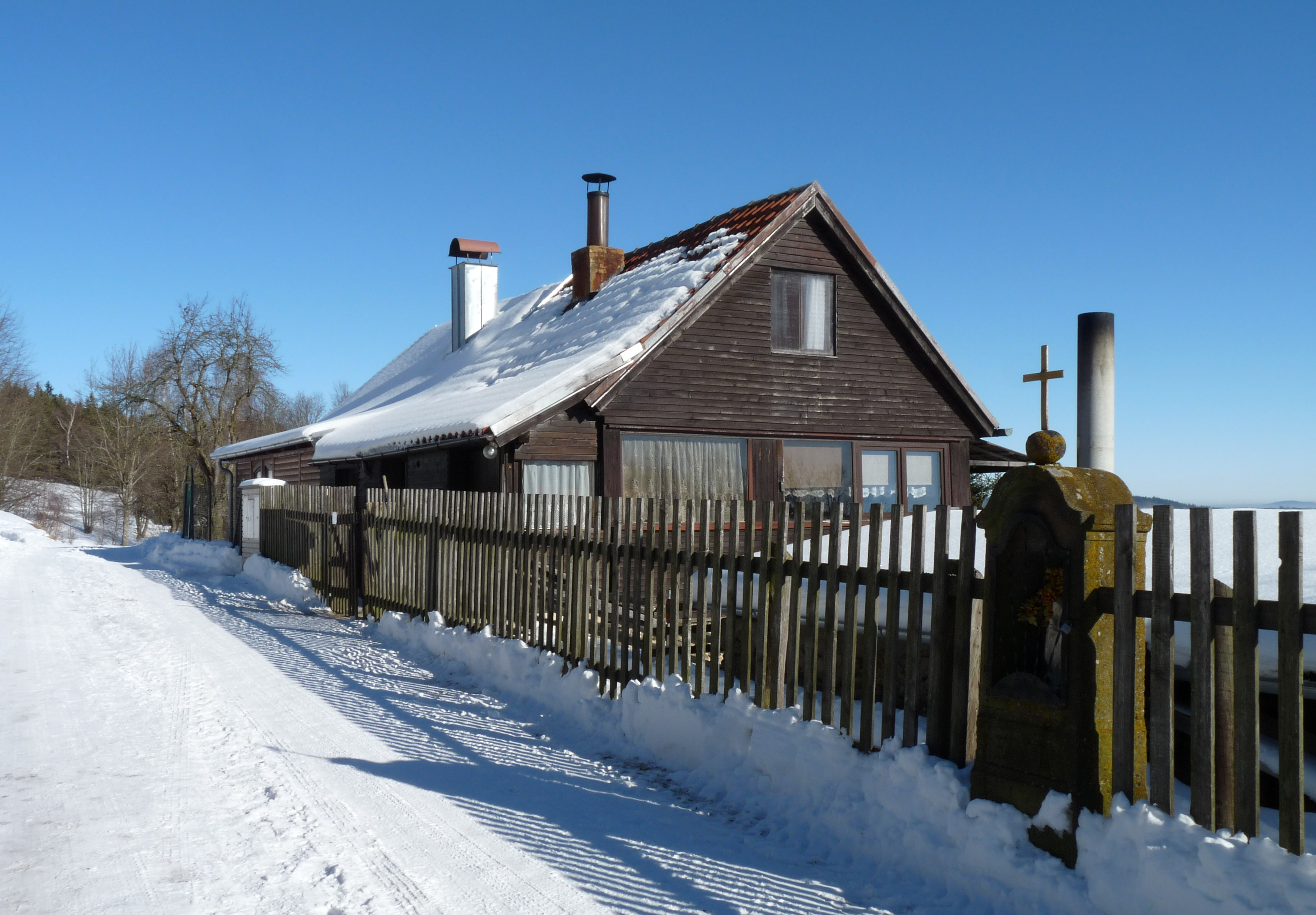
Horní Sněžná (2017)

Dolní Sněžná (deutsch Unterschneedorf, auch Unter Schneedorf) ist eine Ansiedlung der Stadt Volary (Wallern) in Tschechien. Der Weiler liegt fünf Kilometer östlich von Volary und gehört zum Okres Prachatice.

## Geographie
Dolní Sněžná befindet sich am nordöstlichen Fuße des Větrný (Lichtenberg, 1051 m n.m.) im Böhmerwald. Östlich entspringt der Sněžný potok (Schneedorfer Bach). Im Südosten erhebt sich der Nad Kapličkou (878 m n.m.), südlich der Na Skále (Großer Steinberg, 1011 m n.m.) sowie im Südwesten die Doupná hora (Schusterberg, 1052 m n.m.) und der Větrný (Lichtenberg, 1051 m n.m.). 
Nachbarorte sind Svatá Magdaléna (Sankt Magdalena) im Norden, Zbytiny (Oberhaid), Mošna (Jandles) und Koryto (Hundsnursch) im Nordosten, Spálenec (Brenntenberg) im Osten, Mlýnský Kout (Mühlwinkel), Arnoštov (Ernstbrunn), Dvojdomí (Zweihäuser) und Sedmidomí (Siebenhäuser) im Südosten, Čtyří Domy und Horní Sněžná (Oberschneedorf) im Süden, Chlum (Humwald) und Planerův Dvůr im Südwesten, Volary (Wallern) im Westen sowie Myslivny (Jägerhaus), Mlynařovická myslivna (Müllerschlager Forsthaus) und Chalupy nach Blatech (Mooshäuser) im Nordwesten. Gegen Südwesten liegen die Wüstungen Dvojdomí und Kollerhaus.

## Geschichte
Unterschneedorf wurde wahrscheinlich in der ersten Hälfte des 17. Jahrhunderts durch das Kloster Goldenkron gegründet. Die erste schriftliche Erwähnung des Dorfes erfolgte 1654 in der berní rula. Zusammen mit den anderen Klostergütern ging auch Unterschneedorf 1785 in Folge der Aufhebung des Klosters Goldenkron in das Eigentum der Fürsten Schwarzenberg und wurde Teil der Allodialherrschaft Krumau.
Im Jahre 1840 bestand das Dominikaldorf Unter-Schneedorf aus 31 Häusern mit 223 deutschsprachigen Einwohnern. Pfarrort war Oberhaid. Bis zur Mitte des 19. Jahrhunderts blieb Unter-Schneedorf der Allodialherrschaft Krumau untertänig.
Nach der Aufhebung der Patrimonialherrschaften bildete Unterschneedorf/Dolní Šnedorf bzw. Dolní Schneedorf ab 1849 einen Ortsteil der Gemeinde Oberschneedorf/Šnedorf im Gerichtsbezirk Prachatitz. Ab 1868 gehörte das Dorf zum Bezirk Prachatitz. Im Jahre 1869 bestand das Dorf aus 34 Häusern und hatte 196 Einwohner. Zum 3. November 1874 wurde Unterschneedorf dem neu errichteten Gerichtsbezirk Wallern zugeordnet. Eine dagegen gerichtete Petition des Gemeindevertreters Johann Andexinger und einiger Einwohner hatte der Böhmische Landtag in seiner Sitzung vom 14. Oktober 1874 mangels einer Begründung sowie formaler Mängel abgewiesen, da die Petition nicht vom Gemeindevorstand eingereicht wurde. Im Jahre 1910 lebten in den 34 Häusern von Unterschneedorf 169 Personen. 1921 bestand das Dorf aus 35 Häusern und hatte 201 Einwohner, 1930 lebten 183 Personen in 37 Häusern. Der tschechische Ortsname Dolní Sněžná wurde 1924 eingeführt. Im Oktober 1938 wurde das Dorf in Folge des Münchner Abkommens dem Deutschen Reich zugeschlagen und gehörte bis 1945 zum Landkreis Prachatitz. Nach dem Ende des Zweiten Weltkriegs kam Dolní Sněžná an die Tschechoslowakei zurück. Die deutschböhmische Bevölkerung wurde bis 1946 auf Grund der Beneš-Dekrete vertrieben; im Oktober 1946 wurden mit der sozialdemokratischen Familie Guschlbauer die letzten Deutschen aus Dolní Sněžná ausgesiedelt. Die Wiederbesiedlung des Dorfes mit Tschechen gelang nicht; im Jahre 1950 lebten in den 34 Häusern von Dolní Sněžná nur noch zwei Personen. 1948 erfolgte die Eingemeindung nach Chlum. In den 1960er Jahren wurden fast alle Häuser von Dolní Sněžná abgerissen. Beim Zensus von 1970 hatte Dolní Sněžná keine ständigen Einwohner mehr. Heute besteht Dolní Sněžná aus zwei Häusern. Es gibt Pläne zu einer Wiederbesiedlung des Ortes.

## Ortsgliederung
Der Weiler Dolní Sněžná gehört zum Ortsteil Chlum und ist Teil des Katastralbezirks Horní Sněžná.

## Sehenswürdigkeiten
- Bildstock an einer Quelle am Weg nach Horní Sněžná
- Nationales Naturdenkmal Blanice, östlich des Ortes entlang des Sněžný potok
- Nationales Naturdenkmal Prameniště Blanice, südöstlich von Dolní Sněžná